# Albumares brunsae
Albumares brunsae fou un trilobozou molt proper a Tribrachidium heraldicum. Mesurava 10 mm de diàmetre i, a diferència del proper Anfesta stankovskii, que era circular, quedava dividit en tres lòbuls, que li donava un aspecte de trifoli. Se n'han trobat fòssils en estrats ediacarians de la mar Blanca.